# Ruslan Šarapov
Ruslan Šarapov (bělorusky: Руслан Шарапов), (* 22. červen 1967 Mohylev, Sovětský svaz) je bývalý reprezentant Běloruska v judu a sambu.

## Sportovní kariéra
Šarapov se na velké turnaje podíval až se vznikem samostatného běloruského státu. Zápasil v nejtěžší váhové kategorii a obsazoval pravidelně bodovaná umístění. Na velkou medaili však štěstí neměl. Celkem 5x prohrál souboj o bronzovou medaili. Vytoužené medaile se nakonec dočkal až v 35 letech.
Účastnil se dvou olympijských her v roce 1996 v Atlantě prohrál ve druhém kole na větší počet napomenutí s Polákem Kubackim. V roce 2000 v Sydney prohrál v prvním kole na ippon s Japoncem Šinoharou. Japonec ho svým postupem do čtvrtfinále vytáhl do oprav, kde se výhrami na ippon probil až do boje o bronzovou medaili. Na Estonce Pertelsona, ale nestačil a obsadil 5. místo.

## Výsledky
| Turnaj                               | 1993 | 1994 | 1995 | 1996 | 1997 | 1998 | 1999 | 2000 | 2001 | 2002 |
| ------------------------------------ | ---- | ---- | ---- | ---- | ---- | ---- | ---- | ---- | ---- | ---- |
| Olympijské hry                       | -    | -    | -    | úč.  | -    | -    | -    | 5.   | -    | -    |
| Mistrovství světa                    | úč.  | -    | 7.   | -    | dns  | -    | úč.  | -    | dns  | -    |
| Mistrovství Evropy + bez rozdílu vah | 5.   | 7.   | úč.  | dns  | dns  | dns  | 5.   | 5.   | 5.   | úč.  |
| Mistrovství Evropy + bez rozdílu vah | dns  | dns  | úč.  | dns  | dns  | dns  | dns  | dns  | dns  | 3.   |